# Djamadjoké
Djamadjoké ou Djamandioké est une localité de l'ouest de la Côte d'Ivoire, et appartenant au département de Tabou, dans la Région du Bas-Sassandra.
La localité de Djamadjoké est un chef-lieu de commune.